# 薩氏軟泥鰻
薩氏軟泥鰻為輻鰭魚綱鰻鱺目通鰓鰻科的其中一種，發現於中西大西洋29°08'N, 43°13'W海域，為深海魚類，棲息深度可達3020公尺，生活在大陸坡。

## 擴展閱讀
維基物種上的相關：薩氏軟泥鰻